# Randia
Randia właściwie Bronisława Korsun (ur. 1945 w Skałacie) – polska piosenkarka pochodzenia romskiego. 

## Życiorys
Urodziła się w Skałacie. Jako dziecko trafiła wraz z ze swoim taborem do Gorzowa, gdzie uczęszczała do szkoły podstawowej. W drugiej połowie lat 50. XX wieku związała się z powołanym przez Edwarda Dębickiego romskim zespołem Terno, którego była solistką. W 1963 roku dołączyła do zespołu Chochoły, z którym wystąpiła w 1964 roku na II Krajowym Festiwalu Piosenki Polskiej w Opolu zdobywając jako solistka wyróżnienie. Z grupą Chochoły dokonała także nagrań fonograficznych. Występowała także z innymi zespołami w tym między innymi z zespołami instrumentalnym pod dyrekcją Tadeusza Suchockiego i Mieczysława Janicza. W 1979 wyjechała na stałe do USA, gdzie kontynuowała działalność muzyczną występując z zespołem Randia & Jej Cyganie. W 1997 roku była gościem I Festiwalu Romów w Ciechocinku. W 2004 powróciła na stałe do Polski. W latach 2004 i 2009 ponownie wystąpiła na Festiwalu Romów w Ciechocinku, a w 2009 wzięła udział w nagraniu utworu Moja dusza z płyty Don Wasyl & Cygańskie Gwiazdy pt. Jedno jest niebo dla wszystkich.